# Santana IV
Santana IV es un álbum de estudio de la banda de rock estadounidense Santana, publicado en abril de 2016. Es el cuarto álbum de la banda que presenta a la mayoría del personal que actuó en el Festival de Woodstock de 1969. El álbum reunió a la mayoría de los miembros sobrevivientes de la alineación de la banda de principios de la década de 1970 (incluyendo a Carlos Santana, Gregg Rolie, Neal Schon, Mike Carabello y Michael Shrieve), excluyendo a Chepito Areas quien no fue invitado. Fue la primera vez que el quinteto grabó juntos desde Santana III de 1971.

## Lista de canciones
| N.º | Título                                             | Escritor(es)                                                              | Duración |  |
| 1.  | «Yambu»                                            | Santana, Perazzo                                                          | 3:27     |  |
| 2.  | «Shake It»                                         | Schon, Rolie, Carabello, Perazzo arr: Santana                             | 4:45     |  |
| 3.  | «Anywhere You Want to Go»                          | Rolie arr: Rolie                                                          | 5:05     |  |
| 4.  | «Fillmore East»                                    | Santana, Schon, Rolie, Shrieve, Carabello, Rietveld, Perazzo arr: Santana | 7:44     |  |
| 5.  | «Love Makes the World Go Round» (con Ronald Isley) | Santana, Nuru Kane, Thierry Fournel arr: Santana                          | 4:20     |  |
| 6.  | «Freedom in Your Mind» (con Ronald Isley)          | Santana, Kenneth Okulolo arr: Santana                                     | 5:30     |  |
| 7.  | «Choo Choo»                                        | Santana, Igor Len, Schon, Rolie, Carabello arr: Santana                   | 4:10     |  |
| 8.  | «All Aboard»                                       | Santana arr: Santana                                                      | 2:03     |  |
| 9.  | «Sueños»                                           | Santana, Rietveld arr: Rietveld                                           | 5:15     |  |
| 10. | «Caminando»                                        | Santana, Schon, Carabello, Perrazo arr: Santana                           | 4:21     |  |
| 11. | «Blues Magic»                                      | Schon, Rolie, Santana                                                     | 4:26     |  |
| 12. | «Echizo»                                           | Schon, Shrieve                                                            | 3:54     |  |
| 13. | «Leave Me Alone»                                   | Shrieve, Rolie, Santana                                                   | 4:01     |  |
| 14. | «You and I»                                        | Rolie                                                                     | 4:20     |  |
| 15. | «Come as You Are»                                  | Schon, Santana, Rolie, Carabello, Perazzo                                 | 4:52     |  |
| 16. | «Forgiveness»                                      | Schon, Santana, Rolie, Claus Zundel                                       | 7:22     |  |

## Créditos
- Carlos Santana – guitarra líder, voz
- Gregg Rolie – voz, teclados
- Neal Schon – guitarra, voz
- Benny Rietveld – bajo
- Michael Shrieve – batería
- Michael Carabello – congas, percusión, voz
- Karl Perazzo – timbales, percusión, voz